# Superliga Española de Hockey Hielo 1976/1977
Sezóna 1976/1977 byla 5. sezonou Španělské ligy ledního hokeje. Vítězem se stal Casco Viejo Bilbao a pohár vyhrála FC Barcelona. Real Sociedad se stáhl z ligy a soustředil se jen na malý hokej, ale do ligy vstoupil nový tým CH Sevilla.

## Týmy
- CH Barcelona-Catalunya
- FC Barcelona
- Casco Viejo Bilbao
- CH Jaca
- CH Las Palmas
- CH Portugalete
- CHH Txuri-Urdin
- CH Sevilla
- AD Roller Gasteiz

## Konečná tabulka
| Poř | Tým                    | Z  | V  | R | P  | Skóre  | +/-  | B  |
| --- | ---------------------- | -- | -- | - | -- | ------ | ---- | -- |
| 1   | Casco Viejo Bilbao     | 16 | 15 | 1 | 0  | 156:40 | +116 | 31 |
| 2   | FC Barcelona           | 16 | 14 | 0 | 2  | 204:41 | +163 | 28 |
| 3   | CHH Txuri-Urdin        | 16 | 9  | 2 | 5  | 148:52 | +96  | 20 |
| 4   | CH Jaca                | 16 | 8  | 0 | 8  | 104:93 | +11  | 16 |
| 5   | CH Las Palmas          | 16 | 6  | 1 | 9  | 68:104 | -36  | 13 |
| 6   | CH Barcelona-Catalunya | 16 | 5  | 1 | 10 | 87:122 | -35  | 11 |
| 7   | CH Portugalete         | 16 | 5  | 0 | 11 | 53:154 | -101 | 10 |
| 8   | CH Sevilla             | 16 | 5  | 0 | 11 | 52:130 | -78  | 10 |
| 9   | Club Gel Puigcerdà     | 16 | 2  | 1 | 13 | 42:178 | -136 | 5  |

## Kanadské bodování ligy
| P  | Jméno        | Tým       | G  | A  | B  |
| -- | ------------ | --------- | -- | -- | -- |
| 1. | J. Capillas  | Bilbao    | 48 | 14 | 62 |
| 2. | Pan Raventos | Barcelona | 24 | 24 | 48 |
| 3. | J. Aguado    | Barcelona | 27 | 19 | 46 |
| 4. | F, Blaza     | Jaca      | 26 | 18 | 44 |
| 5. | P. Alemany   | Barcelona | 27 | 16 | 43 |

## Copa del Rey
Finále (v Bilbau)
FC Barcelona - CHH Txuri-Urdin 5:5
Barcelona vyhrála Copa del Rey.